# Il cielo cade
Pour plus de détails, voir Fiche technique et Distribution.
Il cielo cade est un film italien réalisé par Andrea et Antonio Frazzi, sorti en 2000. Le scénario en est tiré du roman autobiographique de Lorenza Mazzetti, publié en 1961.

## Synopsis
Au milieu de la Seconde Guerre mondiale, en 1943, Penny et Baby, deux fillettes toscanes qui sont sœurs, deviennent orphelines. Elles sont prises en charge par des oncle et tante allemands, Katchen et Wilhelm Einstein (cousin du scientifique Albert), et se rendent dans leur villa en Toscane. Le deux fillettes s'adaptent difficilement : Penny, la plus grande, a été éduquée dans le religion catholique et a été marquée par la propagande fasciste, alors que leur oncle Wilhelm, juif de naissance, est plutôt athée et libre-penseur, et il s'agace du comportement de ses nièces.
Petit à petit, grâce aux efforts de Katchen, les fillettes s'intègrent à la famille Einstein : après des conflits au début, elles se lient d'amitié avec leurs cousines et quelques enfants du lieu ; elles font connaissance avec les domestiques, ainsi qu'avec le cercle des amis de la famille. Penny s'éprend sincèrement de son oncle Wilhelm, au point de se préoccuper du salut de son âme et de craindre qu'il ne parvienne jamais à l'aimer comme un vrai membre de sa famille. Les expériences s'accumulant, la fillette change de point de vue sur la guerre, sur le régime fasciste et sur sa propre vie.
Après le débarquement de Sicile, les choses s'enveniment, et l'armée allemande se fait plus présente dans la vie ordinaire de la famille : Wilhelm, anti-nazi convaincu, commence à aider secrètement les alliés. Penny se met alors à craindre aussi pour la survie de son oncle. Pendant l'été 1944, Wilhelm apprend que les SS se dirigent vers sa maison, et il décide de se cacher dans les bois, pensant que sa femme et les filles, qui ne sont pas juives de naissance, ne seront pas inquiétées. Erreur fatale : Katchen refuse de révéler la cachette de son époux, et elle est fusillée avec ses filles (it), sous les yeux de Penny et Baby. Quand les SS quittent la maison, Wilhelm revient, mais ne peut faire face à sa douleur et se suicide.
Au moment où Penny et Baby quittent la maison des oncle et tante, avec les domestiques on apprend que la zone vient d'être libérée par les Alliés.

## Fiche technique
- Titre original italien : Il cielo cade
- Genre : Film dramatique
- Réalisation : Andrea et Antonio Frazzi
- Scénario : Suso Cecchi D'Amico, d'après le roman de Lorenza Mazzetti
- Distribution en Italie : Istituto Luce
- Photographie : Franco Di Giacomo
- Montage : Amedeo Salfa
- Musique : Luis Bacalov
- Année de sortie : 2000

## Distribution
- Isabella Rossellini : Katchen
- Jeroen Krabbé : Wilhelm
- Veronica Niccolai : Penny
- Barbara Enrichi : Rosa
- Gianna Giachetti : Elsa
- Luciano Virgilio : Arthur
- Azzurra Antonacci : Maria
- Bruno Vetti : le curé
- Lara Campoli : Baby
- Adelaide Foti : la maîtresse

## Récompenses
- David di Donatello en 2000 :
  - Nomination en vue du David di Donatello du meilleur réalisateur débutant pour Andrea Frazzi et Antonio Frazzi
  - Nomination en vue du David di Donatello de la meilleure actrice pour Isabella Rossellini
- Ruban d'argent en 2001 :
  - Nomination en vue du Ruban d'argent du meilleur réalisateur débutant pour Andrea et Antonio Frazzi
- Globes d'or en 2001 :
  - Globe d'or du meilleur premier long métrage à Andrea et Antonio Frazzi